# Øregårdsparken
Øregårdsparken er en park i Hellerup, Gentofte Kommune. Parken omkranses af vejene Strandvejen, Tranegårdsvej, Øregårds Allé og Ørehøj Allé. Parken var oprindeligt anlagt af Joseph-Jacques Ramée som ramme om landstedet Øregaard, der stadig ligger i parken.
I 1917 solgte fru Ohlsen landstedet og parken til Gentofte Kommune med en klausul, at parken skulle omdannes til folkepark. I 1919 blev der afholdt en skulpturudstilling i den nye offentlige park, hvoraf få værker stadig findes i parken, bl.a. Kvindernes Valgret, hugget af Thyra Boldsen i hvid marmor fra Paros. Boldsen boede selv et stenkast fra parken på Gardes Allé 14. Senere har kommunen suppleret med flere værker, bl.a. Muldmand legeskulptur af Poul Agger, kvindefiguren Guapa af Gottfred Eickhoff og Kai Nielsens Moder med to Børn samt Leda uden Svanen. Desuden ses Helen Schous Hest med føl.